# Natri hexafluorophosphat(V)
Natri hexafluorophosphat(V) là một hợp chất vô cơ dạng phức của natri và ion hexafluorophosphat(V) với công thức hóa học NaPF6. Hợp chất này có màu trắng, dễ dàng hòa tan trong nước.

## Ứng dụng
Natri hexafluorophosphat(V) được sử dụng để fluor hóa các hợp chất hữu cơ chứa chlor của silic.